# Zubereitungen zur rektalen Anwendung
Zubereitungen zur rektalen Anwendung (lat. Rectalia) ist der Name einer Monographie des Europäischen Arzneibuches. Die Monographie legt die Qualitätsanforderungen fest für arzneiliche Zubereitungen, die der lokalen oder systemischen Verabreichung von Arzneistoffen im oder durch den Mastdarm (Rektum) dienen. Rektale Zubereitungen werden insbesondere verwendet, wenn die perorale Applikation nicht möglich ist, weil der Patient zum Beispiel bewusstlos ist oder nicht Schlucken kann. Weiterhin kann durch die rektale Applikation der First-Pass-Effekt in der Leber umgangen werden und der Wirkstoff kann nicht durch die Magensäure zerstört werden. Rektalschäume werden wegen einer erhöhten Oberflächenbenetzung besonders bei der lokalen Behandlung von chronisch-entzündlichen Darmerkrankungen eingesetzt.

## Einteilung
Das Europäische Arzneibuch teilt die „Zubereitungen zur rektalen Anwendung“ ein in:
- Zäpfchen
- Rektalkapseln
- Rektallösungen, -emulsionen und -suspensionen
- Pulver und Tabletten zur Herstellung von Rektallösungen oder -suspensionen
- Halbfeste Zubereitungen zur rektalen Anwendung
- Rektalschäume
- Rektaltampons

## Rektalkapseln
Eine Rektalkapsel ist eine feste, einzeldosierte pharmazeutische Darreichungsform, die in das Rektum eingeführt wird und dort den beinhaltenden Wirkstoff freisetzt. Die Kapsel entspricht im Allgemeinen einer Weichkapsel. Somit besteht diese meist Gelatine, Weichmachern, Wasser und Farbstoffen oder Pigmenten. Als Weißpigment eignet sich beispielsweise Titandioxid, Eisenoxide eignen sich als Farbpigmente, Chlorophyll als Farbstoff. Als Weichmacher werden häufig Glycerol oder Sorbitol verwendet. Die Kapsel besitzt eine längliche Form und hat eine glatte Oberfläche, wodurch das Einführen erleichtert werden soll. Die Form ähnelt generell der von Suppositorien. Zusätzlich kann die Kapsel mit einem Überzug versehen sein, welcher auch dazu bestimmt ist das Einführen zu erleichtern. Insgesamt soll die Kapsel ein gleichmäßiges Aussehen aufweisen. Die Kapseln können auch eine veränderte Wirkstofffreisetzung aufweisen oder eine verlängerte lokale Wirkung erzielen. Die Prüfung wichtiger Qualitätsmerkmale wie der – soweit nicht eine veränderte Wirkung oder eine verlängerte Wirkung erzielt werden soll – Zerfallszeit, oder ansonsten der Freisetzung des Wirkstoffs bzw. Wirkstoffe sind durch das Arzneibuch vorgeschrieben.

## Rektalschäume
Rektalschäume sind eine Darreichungsform, mit der Wirkstoffe rektal verabreicht werden können. Besonders der verminderte Defäkationsreiz und ein stärkerer Benetzungsgrad der Rektumsoberfläche sind Vorteile gegenüber Zäpfchen. Hauptsächlich werden Rektalschäume bei der Behandlung von chronisch-entzündlichen Darmerkrankungen eingesetzt. Die zwei bekanntesten Fertigarzneimittel, die als Rektalschaum vertrieben werden, sind das budesonidhaltige Budenofalk und das mesalazinhaltige Salofalk.
Das Arzneibuch sieht zur Prüfung der Schäume die relative Schaumdichte und die Expansionsdauer vor. Rektalschäume müssen ferner der Arzneibuchmonographie „Wirkstoffhaltige Schäume“ entsprechen.

## Rektallösungen, -emulsionen und -suspensionen
Rektallösungen, Emulsionen (kaum verbreitet) und Suspensionen sind flüssige Darreichungsformen, die zur Anwendung für Einläufe (Instillation) beispielsweise bei chronisch entzündlichen Darmerkrankungen oder als Laxanzien bestimmt sind. Hierbei liegt der enthaltene Wirkstoff in Wasser oder anderen geeigneten Flüssigkeiten wie beispielsweise Glycerol oder Polyethylenglykol entweder gelöst oder dispergiert vor.
Bei den flüssigen rektalen Arzneiformen handelt es sich für gewöhnlich um einzeldosierte Arzneiformen mit Volumina im Bereich von 2,5 bis 2000 ml. Die Behältnisse sind in der Regel Flaschen oder Beutel, die so beschaffen sind, dass die Zubereitung in das Rektum eingebracht werden kann. Optional kann dem Arzneimittel ein geeigneter Applikator, wie zum Beispiel ein Mikroklysma beigefügt sein. Hierbei handelt es sich um eine kleine Kanüle oder einen Einlauf, der in das Rektum eingeführt wird und mittels dessen kleine Mengen an Flüssigkeit in das Rektum eingebracht werden können.
Die flüssigen Zubereitungen zur rektalen Anwendung können ebenfalls durch Auflösen oder Dispergieren von Pulvern und Tabletten hergestellt werden.

## Rektaltampons
Rektaltampons sind dazu bestimmt, im unteren Teil des Rektums über einen begrenzten Zeitraum angewendet zu werden. Sie bestehen aus einem geeigneten Trägermaterial wie zum Beispiel Cellulose, welches suppositorienartig geformt ist und mit Wirkstoff imprägniert wurde. Alternative Trägermaterialien sind beispielsweise Kollagen oder Silicon. Die Rektaltampons können mit einer Mulleinlage versehen sein, die den Wirkstoff am Ausgang des Analkanals fixiert, und somit eine hohe lokale Wirksamkeit des Wirkstoffes erreichen.
Beispiele für Indikationen von Rektaltampons sind unter anderem Analekzeme oder Hämorrhoidalleiden. Die Beschriftung muss die Menge des Wirkstoffs bzw. der Wirkstoffe bezogen auf jeweils ein Tampon angegeben.